# Dauersberg
Dauersberg ist ein Stadtteil von Betzdorf in Rheinland-Pfalz. Mundartlich wird der Ort „Doaschbich“ genannt.

## Geographische Lage
Das Dorf liegt in den nördlichen Ausläufern des Westerwalds hin zum Siegerland, südlich von Betzdorf; Nachbargemeinden sind Steineroth, Weiselstein, Elben und Betzdorf. Dauersberg liegt an der Kreisstraße 107. Nächstes Gewässer ist der Elbbach, der von Elben kommend vorbei an der Dauersberger Mühle, schließlich an Dauersberg vorbei und dann weiter in Richtung Mittelhof fließt.

## Geschichte
Im Jahr 1291 wurde Dauersberg erstmals urkundlich erwähnt.
Am 7. Juni 1969 wurde die bis dahin eigenständige Gemeinde Dauersberg mit seinerzeit 193 Einwohnern nach Betzdorf eingemeindet.
1970 wurde das Umspannwerk Dauersberg gebaut.

## Politik
Dauersberg ist als einziger Ortsbezirk von Betzdorf ausgewiesen und wird von einem Ortsbeirat und einem Ortsvorsteher politisch vertreten.
Der Ortsbeirat besteht aus fünf Ortsbeiratsmitgliedern. Bei der Kommunalwahl am 9. Juni 2024 wurden die Beiratsmitglieder in einer Mehrheitswahl gewählt.
Benjamin Lück wurde am 4. September 2024 Ortsvorsteher von Dauersberg. Bei der Direktwahl am 9. Juni 2024 war er als einziger Bewerber mit einem Stimmenanteil von 80,8 % für fünf Jahre gewählt worden.
Lücks Vorgänger Georg Groß hatte das Amt seit 2009 inne und kandidierte 2024 nicht erneut als Ortsvorsteher.

## Persönlichkeit
- Josef Schuster (* 1946), katholischer Theologe